# José Ramírez (Boxer)
José Carlos Ramírez (* 12. August 1992 in Avenal, Kalifornien, USA) ist ein US-amerikanischer Profiboxer mexikanischer Abstammung und ehemaliger WBC- und WBO-Weltmeister im Halbweltergewicht.

## Amateurkarriere
José Ramírez begann laut eigener Aussage im Alter von sieben oder acht Jahren mit dem Boxsport und gewann 182 von 193 Amateurkämpfen. Er wurde 2009 US-amerikanischer Juniorenmeister im Federgewicht, sowie 2010, 2011 und 2012 US-amerikanischer Meister im Leichtgewicht.
Bei den Weltmeisterschaften 2011 in Baku schied er in der dritten Vorrunde gegen den späteren Goldmedaillengewinner Wassyl Lomatschenko aus und unterlag im Achtelfinale der Olympischen Spiele 2012 in London gegen Fazliddin Gʻoibnazarov, der 2016 Olympiasieger werden konnte.

## Profikarriere
Nach den Olympischen Spielen wechselte Ramírez in das Profilager und wurde von Top Rank Promotions unter Vertrag genommen. Er wurde bis 2018 von Freddie Roach und danach von Robert Garcia trainiert. Sein Manager ist Rick Mirigian.
Bis 2018 gewann er jeden seiner 21 Kämpfe, davon 16 vorzeitig, wobei 17 Gegner eine positive Kampfbilanz vorweisen konnten. Seinen ersten WM-Titel gewann er am 17. März 2018 im Madison Square Garden von New York City, als er beim Kampf um den von Terence Crawford niedergelegten und dadurch vakant gewordenen WBC-Titel im Halbweltergewicht Amir Imam (21-1, 18 KO) einstimmig nach Punkten besiegen konnte. Den Titel konnte er am 14. September 2018 durch einen einstimmigen Punktsieg gegen den Mexikaner Antonio Orozco (27-0, 17 KO) verteidigen und hatte seinen Gegner auch zweimal am Boden. Eine weitere Titelverteidigung gewann er am 10. Februar 2019 durch Mehrheitsentscheidung nach Punkten gegen José Zepeda (30-1, 26 KO).
Am 27. Juli 2019 boxte er im College Park Center von Arlington in einer Titel-Vereinigung gegen den WBO-Weltmeister Maurice Hooker (26-0, 17 KO) und siegte durch TKO in der sechsten Runde. Beide Gürtel verteidigte er am 29. August 2020 durch Mehrheitsentscheidung nach Punkten gegen den Ukrainer und WBC-Pflichtherausforderer Wiktor Postol (31-2, 12 KO).
Am 22. Mai 2021 traf er im Rahmen einer weiteren Titel-Vereinigung im Virgin Hotels von Las Vegas auf den schottischen WBA- und IBF-Weltmeister Josh Taylor (17-0, 13 KO). José Ramírez verlor den Kampf und damit auch seine WM-Gürtel durch eine einstimmige Punktniederlage.
Am 4. März 2022 siegte er einstimmig gegen José Pedraza (29-3) und übernahm damit dessen Platzierung als Nummer 1 der WBC-Herausforderer, was ihm die Position für einen Rückkampf um den Titel erleichtert. Zudem siegte er am 25. März 2023 durch K. o. in der elften Runde gegen den ehemaligen IBF-Weltmeister Richard Commey (30-4).
Im April 2024 siegte er einstimmig gegen Rances Barthelemy (30-2), verlor jedoch im November 2024 nach Punkten gegen Arnold Barboza (30-0).

## Sonstiges
José Ramírez hat zwei Brüder sowie eine Schwester und ist der Sohn mexikanischer Einwanderer aus Michoacán. Er ist zudem Vater eines Sohnes. Neben dem Boxsport setzt er sich für  Wasserrechte von Landwirten und Einwanderungsfragen im Central Valley ein. 2015 gründete er einen Stipendienfonds an der California State University, Fresno, um Absolventen der Avenal High School zu unterstützen.